# سميح شبيب
سميح سليم خليل شبيب (6 جمادى الآخر 1367 هـ = 16 نيسان/أبريل 1948م - 26 يونيو 2019) مؤرخ وكاتب وصحفي فلسطيني.

## حياته
ولد سميح شبيب في يافا عام 1948م، انتقلت أسرته إلى بيروت ثم إلى دمشق، وتلقى تعليمه الابتدائي في مدرسة طارق بن زياد في دمشق، والاعدادية في مدرسة المالكية في مخيم اليرموك بدمشق، والثانوية في مدرسة عبد الرحمن الكواكبي، درس في دار المعلمين بحلب وتخرج فيها عام 1968، وعمل بالتدريس في ضواحي دمشق من 1968-1973، وحصل على البكالوريوس في التاريخ من جامعة دمشق عام 1972، والماجستير من الجامعة اليسوعية في بيروت في التاریخ المعاصر عام 1979. ثم حصل على الدكتوراه في التاريخ من جامعة سانت بطرسبرغ عام 1996. عمل في الإعلام الفلسطيني بين 1973 - 1980، ثم التحق بمركز الأبحاث الفلسطيني في عام 1981. وعمل في الصحافة الفلسطينية في سوريا ولبنان خلال فترة 1972- 1982، وكان مسؤولاً عن قسم الوثائق في مركز الأبحاث من 1982 - 1993. عمل محرراً للشؤون الفلسطينية في مجلة شؤون فلسطينية 1984 - 1993، وأستاذاً مساعداً في دائرة الفلسفة والدراسات الثقافية في جامعة بيرزيت منذ 1998.

## مؤلفاته
| عنوان الكتاب                                                                                                | تاريخ النشر | مرجع  |
| --- | ----------- | ----- |
| من رواد الثقافة والتنوير في فلسطين: محمد عزة دروزة، عجاج نويهض، مصطفى مراد الدباغ، حمدي الحسيني، أكرم زعيتر |             |       |
| معوقات الدور الأوروبي في تسوية الصراع العربي-الإسرائيلي                                                     |             |       |
| مذكرات فائق وراد: خمسون عام من النضال                                                                       |             |       |
| منظمة التحرير الفلسطينية وتفاعلاتها في البيئة الرسمية العربية، دول الطوق 1987-1982                          |             |       |
| منظمة التحرير الفلسطينية: امكانات التطوير والتحديث في ظل الشراكة السياسية                                   |             |       |
| معنى النكبة 1948                                                                                            |             |       |
| مراكز المرأة في المخيمات الفلسطينية ومشكلات العمل المجتمعي                                                  |             |       |
| محمد علي الطاهر: تجربته الصحافية في مصر من خلال صحف: الشورى، الشعب، العلم 1924-1939                         |             |       |
| لا بد من بناء تيار ديمقراطي وطني جديد: حوار صحيفة "الأيام" مع: مصطفى البرغوثي                               |             |       |
| شفيق الحوت                                                                                                  |             |       |
| دراسات في التاريخ الوطني الفلسطيني الحديث: البنى والهياكل القيادية، 1950-1920                               |             |       |
| دراسات اعلامية                                                                                              |             |       |
| حوار عربي حول الانتفاضة الثانية                                                                             |             |       |
| حكومة عموم فلسطين: مقدمات ونتائج                                                                            | 1988        | [ 5 ] |
| حزب الاستقلال العربي في فلسطين: 1932-1933                                                                   | 1981        | [ 6 ] |
| تداعيات على هامش تواجد الفصائل الفلسطينية المسلحة في لبنان 1973-1983                                        |             |       |
| اللاجئون ومستقبل عملية السلام                                                                               |             |       |
| الصحافة الفلسطينية المقروءة في الشتات: 1965-1994                                                            |             |       |
| الاصول الاقتصادية والاجتماعية للحركة السياسية في فلسطين: 1920-1948                                          |             |       |
| أنيس صايغ والمؤسسة الفلسطينية: السياسات، الممارسات، الانتاج                                                 |             |       |
| الذاكرة الضائعة: قصة المصير المأسوي لمركز الابحاث الفلسطيني                                                 | 2005        | [ 7 ] |

## وفاته
توفي في دمشق في 26 يونيو 2019 عن عمر ناهز 71 عاماً في مستشفى يافا.